# Ángel Pagán
Ángel Anthony Pagán (né le 2 juillet 1981 à Río Piedras, Porto Rico) est un joueur de champ extérieur de la Ligue majeure de baseball.
Il joue notamment pour les Giants de San Francisco de 2012 à 2016, faisant partie des équipes championnes des Séries mondiales de 2012 et 2014.

## Carrière

### Débuts
Ángel Pagán est repêché le 2 juin 1999 par les Mets de New York au quatrième tour de sélection. 
Encore joueur de Ligues mineures, il est transféré chez les Cubs de Chicago le 25 janvier 2006.

### Cubs de Chicago

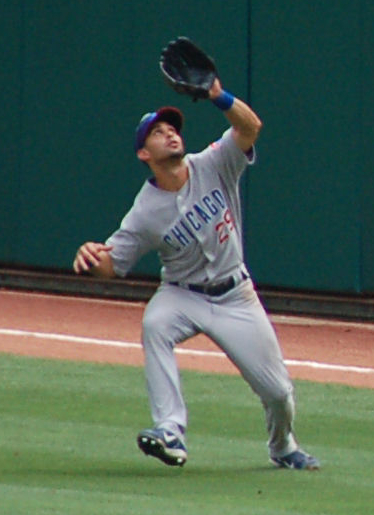
Ángel Pagán avec les Cubs en 2007.

Pagan joue son premier match au plus haut niveau avec les Cubs le 3 avril 2006 et il frappe deux coups sûrs en trois présences au bâton, en plus d'obtenir son premier point produit en carrière, dans un match face aux Reds de Cincinnati.
Il joue 77 parties lors de sa première année, réussissant 42 coups sûrs, dont cinq coups de circuit, et produisant 18 points.
En 2007, il frappe 4 circuits et produit 21 points en 71 rencontres avec les Cubs, élevant sa moyenne au bâton de ,247 à ,264.

### Mets de New York

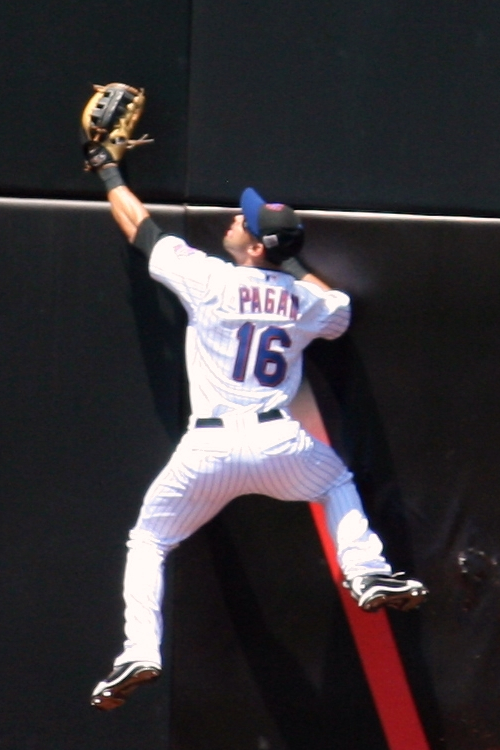
Ángel Pagán en 2009 avec les Mets.

#### Saison 2008
Le 5 janvier 2008, les Cubs retournent Ángel Pagán à sa franchise d'origine, les Mets de New York, à qui il est échangé en retour de deux joueurs des ligues mineures (Corey Coles et Ryan Meyers). Employé comme réserviste dans 31 parties à sa première saison à New York, il maintient une moyenne au bâton de ,275.

#### Saison 2009
En 2009, la présence de nombreux joueurs blessés chez les Mets donne à Pagan l'occasion de jouer plus souvent. Il apparaît dans 88 rencontres, un sommet depuis son entrée dans les majeures, et répond à l'appel avec une moyenne au bâton de ,306. Il cogne 6 coups de circuits et produit 32 points. Il réussit de plus des records personnels de 105 coups sûrs et 14 buts volés.

### Giants de San Francisco

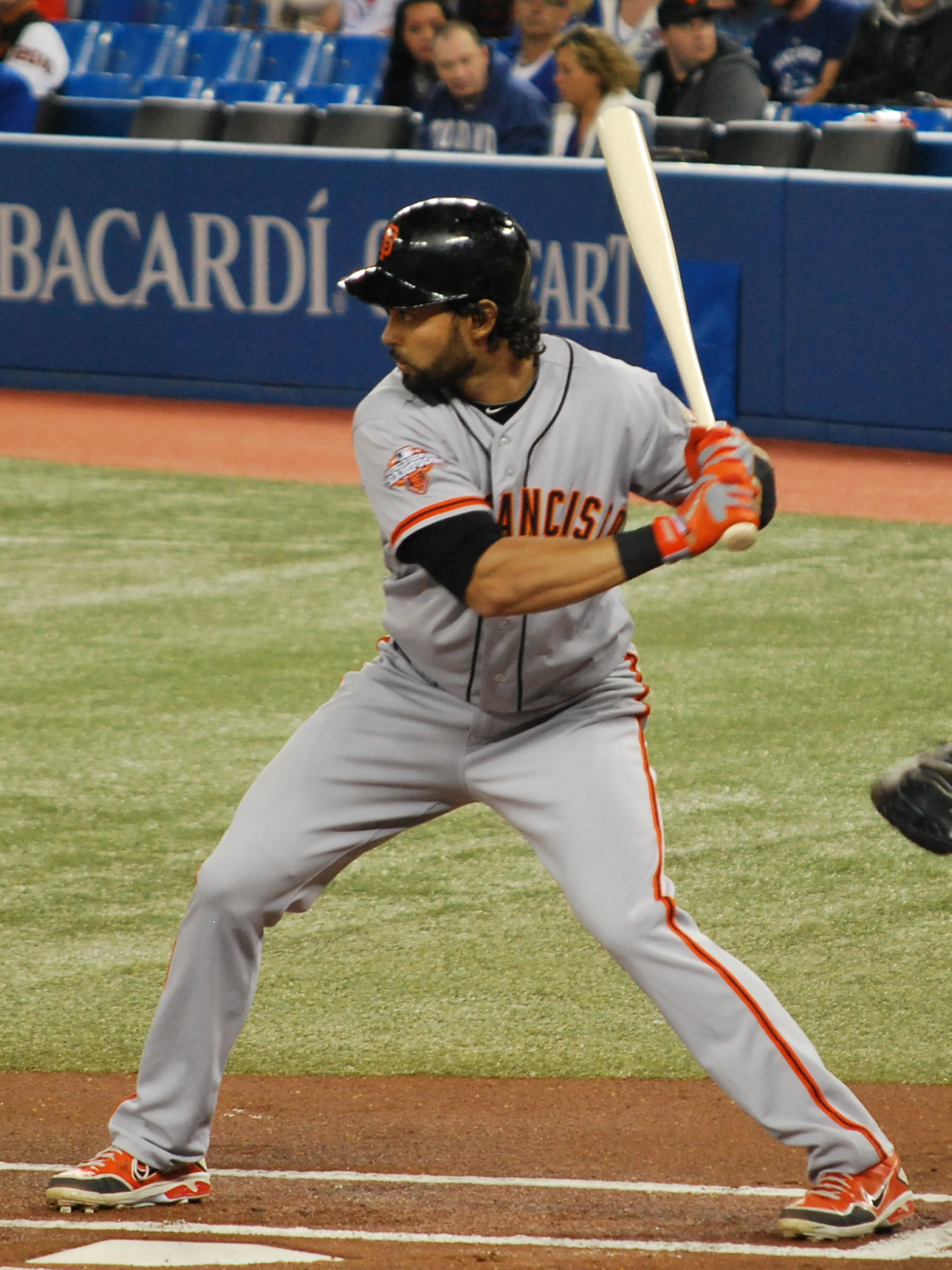
Ángel Pagán en 2013 avec les Giants de San Francisco.

#### Saison 2012
Le 6 décembre 2011, Pagán est échangé aux Giants de San Francisco en retour du voltigeur Andrés Torres et du lanceur Ramon Ramirez.
Pagán aide les Giants à remporter la Série mondiale 2012. En saison régulière, il dispute 154 des 162 matchs de l'équipe et frappe pour ,288 avec une moyenne de présence sur les buts de ,338. Il est installé début août au premier rang de l'alignement des frappeurs du club. Pagan mène le baseball majeur en 2012 avec 15 triples, il réussit un sommet personnel de 38 doubles et vole 29 buts en 36 tentatives. Il termine la saison avec ses plus grands nombres de coups sûrs (174) et de points marqués (95) en une année et il produit 56 points. Ses 15 triples sont un nouveau record de la franchise des Giants depuis leur déménagement de New York à San Francisco en 1958; il bat le record de 12 par Willie Mays en 1960. Ce dernier détient toujours le record de franchise pour ses 20 triples avec les Giants de New York en 1957.
Jouant pour la première fois en séries éliminatoires, il ne frappe que pour ,188 mais réussit deux circuits, lui qui n'en avait réussi que huit en saison régulière, et il produit six points en 16 matchs.
Agent libre après un an à San Francisco, Pagán signe en décembre 2012 un nouveau pacte de 40 millions de dollars pour 4 ans.

#### Saison 2013
En mars 2013, Pagán aide l'équipe de Porto Rico à atteindre la finale de la Classique mondiale de baseball contre la République dominicaine en frappant pour ,364 avec une moyenne de présence sur les buts de ,447 et une moyenne de puissance de ,485 en 9 parties lors du tournoi.
Il amorce la saison 2013 avec 49 coups sûrs, 10 doubles, 3 circuits, 24 points produits, 30 points marqués, 6 buts volés et une moyenne au bâton de ,262 en 46 parties jouées. Le 25 mai à San Francisco, il permet aux Giants de triompher 6-5 des Rockies du Colorado avec un circuit de deux points à l'intérieur du terrain en fin de 10e manche. C'est la première fois qu'un joueur de San Francisco donne la victoire à son équipe avec un circuit intérieur pour finir un match, et le premier de la franchise depuis Bill Terry des Giants de New York le 24 août 1931 contre les Cubs de Chicago. Cependant, Pagán dit s'être blessé aux muscles ischio-jambiers gauches sur un autre jeu dans cette même rencontre, et il est forcé à l'inactivité. Un mois plus tard, alors qu'il tente de retrouver la forme avec un club-école des ligues mineures, il aggrave sa blessure et il doit se soumettre à une chirurgie qui devrait le garder hors du jeu pour une douzaine de semaines. Il ne joue pas du 25 mai au 30 août et ne dispute au total que 71 matchs en 2013. Il maintient une moyenne au bâton de ,282 avec 5 circuits, 30 points produits, 44 points marqués et 9 buts volés.

#### Saison 2014
La saison 2014 de Pagán se termine le 19 septembre lorsqu'il doit se soumettre à une opération pour soigner une hernie discale. Des douleurs au dos lui avaient déjà fait manquer 44 matchs en juin, juillet et août. En 96 matchs en 2014, il maintient une moyenne au bâton de ,300 et une moyenne de présence sur les buts de ,342 avec 21 doubles, 6 circuits, 16 buts volés, 56 points marqués et 27 points produits.

## Vie personnelle
Le 7 mai 2009, Pagán est arrêté pour excès de vitesse sur l'Interstate 95 en Floride et détenu à la prison du Comté de Martin. Les policiers remarquent que Pagán conduit son véhicule avec un permis suspendu depuis une amende reçue à Port St. Lucie et demeurée impayée depuis 2005.
Angel Pagan et son épouse Windy ont deux filles, Briana et Suil.

## Statistiques
| Saison | Équipe        | G   | AB   | R   | H   | 2B  | 3B | HR | RBI | SB  | BA   |
| ------ | ------------- | --- | ---- | --- | --- | --- | -- | -- | --- | --- | ---- |
| 2006   | Chicago Cubs  | 77  | 170  | 28  | 42  | 6   | 2  | 5  | 18  | 4   | .247 |
| 2007   | Chicago Cubs  | 71  | 148  | 21  | 39  | 10  | 2  | 4  | 21  | 4   | .264 |
| 2008   | NY Mets       | 31  | 91   | 12  | 25  | 7   | 1  | 0  | 13  | 4   | .275 |
| 2009   | NY Mets       | 88  | 343  | 54  | 105 | 22  | 11 | 6  | 32  | 14  | .306 |
| 2010   | NY Mets       | 151 | 579  | 80  | 168 | 31  | 7  | 11 | 69  | 37  | .290 |
| 2011   | NY Mets       | 123 | 478  | 68  | 125 | 24  | 4  | 7  | 56  | 32  | .262 |
| 2012   | San Francisco | 154 | 605  | 95  | 174 | 38  | 15 | 8  | 56  | 29  | .288 |
| Totaux | Totaux        | 695 | 2414 | 358 | 678 | 138 | 42 | 41 | 265 | 124 | .281 |

Note : G = Matches joués ; AB = Passages au bâton; R = Points ; H = Coups sûrs ; 2B = Doubles ; 3B = Triples ; 
HR = Coup de circuit ; RBI = Points produits ; SB = Buts volés ; BA = Moyenne au bâton.